# Doorvoer
Doorvoer (ook: transito) is een term uit de handel. Dit houdt in dat er vervoer is van goederen door een land, waarbij tussen in- en uitvoer geen inklaring door de douane ligt.
De transitohandel kwam op gang in de 19e eeuw na de invoering van de elektrische telegrafie en de spoorwegen. De stapelmarkt als plaats van handel werd overbodig. De lading van een schip werd vaak al doorverkocht voordat het de thuishaven had bereikt. De goederen hoefden slechts te worden overgeslagen op een trein of een binnenvaartschip.
Wanneer de goederen niet direct doorgevoerd kunnen worden, kunnen ze tijdelijk opgeslagen worden in een douane-entrepot.

## Doorvoerhaven
Veel grote havensteden fungeren ook als doorvoerhaven. In de Rotterdamse havens bijvoorbeeld komen veel goederen aan uit andere werelddelen zoals Noord- en Zuid-Amerika en Azië. Die goederen worden dan overgeslagen als bulkgoed in rijnaken of in complete verzegelde containers op treinen en zo doorgevoerd naar Duitsland en verder.
Enkele andere grote doorvoerhavens zijn:
- Luchthaven Schiphol
- Antwerpen
- Singapore

## Andere betekenissen
- Transito is ook de naam van een lettertype uitgebracht door N.V. Lettergieterij Amsterdam voorheen N.Tetterode

Deze zeer vette schreefloze letter was vooral bedoeld voor "koppen" of titels.